# Petrovinema
Petrovinema är ett släkte av rundmaskar. Petrovinema ingår i familjen Strongylidae.
Släktet innehåller bara arten Petrovinema poculatum.